# Szeran Jeni
Szeran Jeni, Sheran Yeini (hebr. שרן ייני, ur. 8 grudnia 1986 w Tel Awiwie) – izraelski piłkarz grający na pozycji defensywnego pomocnika. Od 2017 jest zawodnikiem klubu Maccabi Tel Awiw.

## Kariera klubowa
Swoją karierę piłkarską Jeni rozpoczął w klubie Maccabi Tel Awiw. W 2004 roku awansował do kadry pierwszego zespołu. W sezonie 2004/2005 zadebiutował w jego barwach w rozgrywkach pierwszej ligi izraelskiej. W debiutanckim sezonie zdobył z Maccabi Puchar Izraela. W sezonie 2008/2009 stał się podstawowym zawodnikiem Maccabi. W sezonie 2012/2013 wywalczył swój pierwszy w karierze tytuł mistrza Izraela. W sezonie 2013/2014 obronił z Maccabi tytuł mistrzowski. W sezonie 2014/2015 sięgnął z Maccabi po dublet. Był kapitanem zespołu Maccabi.
Latem 2015 Jeni przeszedł do Vitesse. W Eredivisie zadebiutował 13 września 2015 w przegranym 1:2 wyjazdowym meczu z FC Utrecht. W 2017 roku Jeni wrócił do Maccabi Tel Awiw.
| Sezon   | Klub             | Kraj     | Rozgrywki   | Mecze | Bramki |
| ------- | ---------------- | -------- | ----------- | ----- | ------ |
| 2004/05 | Maccabi Tel Awiw | Izrael   | Ligat ha’Al | 1     | 0      |
| 2005/06 | Maccabi Tel Awiw | Izrael   | Ligat ha’Al | 4     | 0      |
| 2006/07 | Maccabi Tel Awiw | Izrael   | Ligat ha’Al | 13    | 0      |
| 2007/08 | Maccabi Tel Awiw | Izrael   | Ligat ha’Al | 15    | 0      |
| 2008/09 | Maccabi Tel Awiw | Izrael   | Ligat ha’Al | 23    | 3      |
| 2009/10 | Maccabi Tel Awiw | Izrael   | Ligat ha’Al | 30    | 4      |
| 2010/11 | Maccabi Tel Awiw | Izrael   | Ligat ha’Al | 19    | 1      |
| 2011/12 | Maccabi Tel Awiw | Izrael   | Ligat ha’Al | 31    | 3      |
| 2012/13 | Maccabi Tel Awiw | Izrael   | Ligat ha’Al | 34    | 2      |
| 2013/14 | Maccabi Tel Awiw | Izrael   | Ligat ha’Al | 29    | 1      |
| 2014/15 | Maccabi Tel Awiw | Izrael   | Ligat ha’Al | 33    | 0      |
| 2015/16 | Vitesse          | Holandia | Eredivisie  | 26    | 1      |
| 2016/17 | Vitesse          | Holandia | Eredivisie  | 10    | 0      |
| 2016/17 | Maccabi Tel Awiw | Izrael   | Ligat ha’Al | 16    | 0      |
| 2017/18 | Maccabi Tel Awiw | Izrael   | Ligat ha’Al |       |        |

## Kariera reprezentacyjna
W reprezentacji Izraela Jeni zadebiutował 22 marca 2013 roku w zremisowanym 3:3 meczu eliminacjach do MŚ 2014 z Portugalią, rozegranym w Ramat Gan.